# Lissjön (Svennevads socken, Närke)
Lissjön är en sjö i Hallsbergs kommun i Närke och ingår i Motala ströms huvudavrinningsområde.